# Görsdorf (Dahmetal)
Görsdorf ist ein Ortsteil der Gemeinde Dahmetal im Landkreis Teltow-Fläming in Brandenburg.

## Geographische Lage
Der Ortsteil liegt wenige Kilometer nordöstlich von Dahme (Mark). Zur Gemarkung gehören die Gemeindeteile Liedekahle und Liebsdorf. Die Dahme durchquert ihn im südlichen Bereich in West-Ost-Richtung. Nördlich von Görsdorf liegt die Gemeinde Steinreich. Es folgen im Uhrzeigersinn der Gemeindeteil Schöneiche (zu Steinreich), Drahnsdorf, Wildau-Wentdorf, Schlagsdorf, Zagelsdorf, Dahme/Mark und Prensdorf.

## Geschichte

### 12. bis 18. Jahrhundert

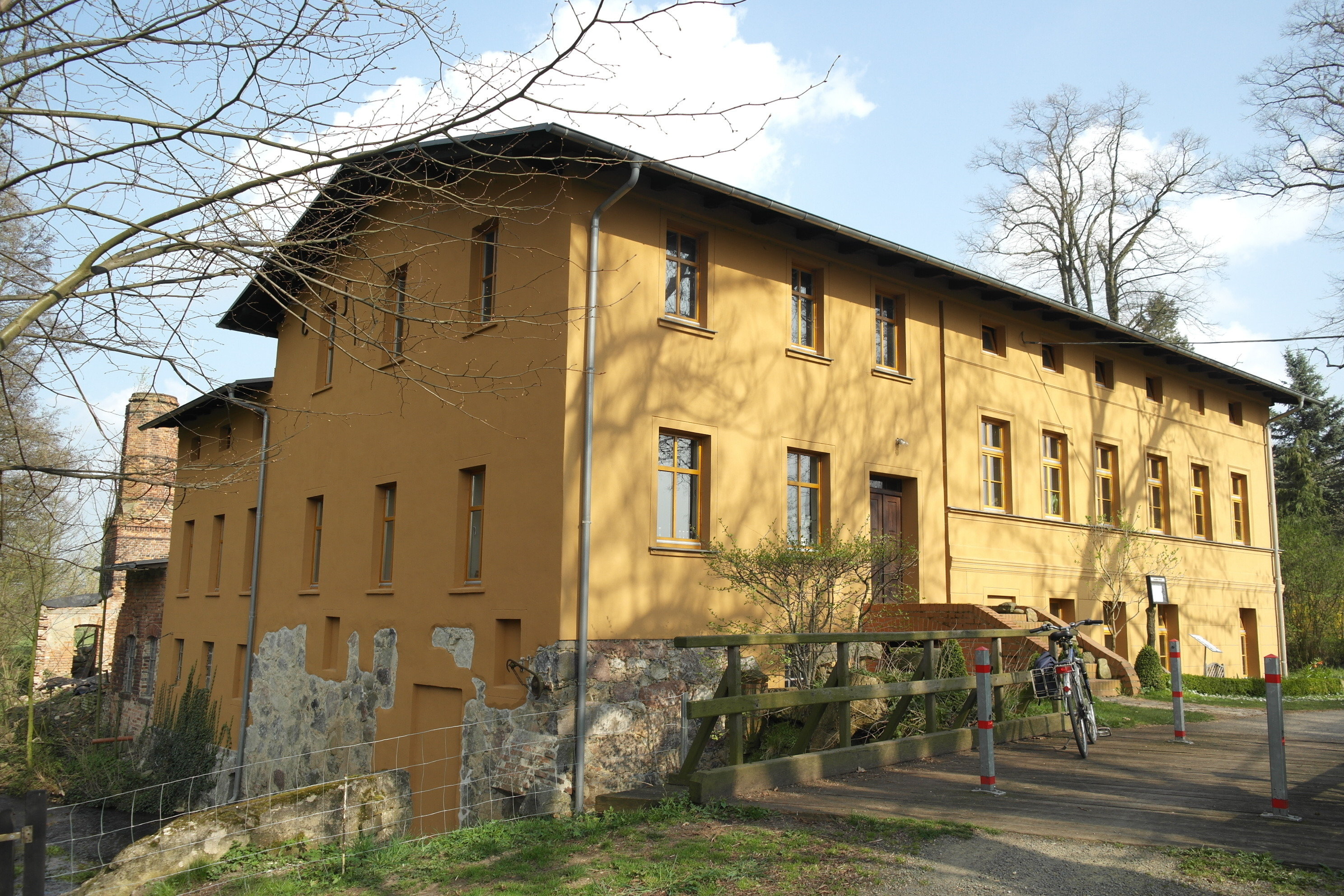
Bachmühle in Görsdorf

Das Amt Dahme/Mark gibt auf ihrer Internetseite an, dass Görsdorf um 1200 durch Flamen gegründet wurde. Erstmals urkundlich erwähnt wurde Girstorff deutlich später, im Jahr 1346. Es entwickelte sich im Laufe der Jahrhunderte zu einem Platzdorf, das seine wirtschaftliche Kraft im Wesentlichen durch einen einzigen Gutshof bezog. Gleiches galt für die Siedlungen in Liedekahle und Liebsdorf, die 1356 bzw. 1412 erstmals erwähnt wurden. Im 14. Jahrhundert entstand eine Feldsteinkirche. Wie in zahlreichen Nachbarorten unterstand auch Görsdorf zunächst der unmittelbaren Verwaltung des Erzbistums Magdeburg. 1386 wurde die Familie von der Dahme mit dem Gut beliehen. Zu einem späteren Zeitpunkt ging der Ort in den Besitz derer von Schlieben über, die 1581 der Kirche ein Altarretabel stifteten. 1587 ging der Besitz in die Familie von Löser über die im benachbarten Ahlsdorf ihren Stammsitz hielten. Sie übertrugen das Gut nach zwanzig Jahren an die Familie von Löben, die bis 1694 herrschte. In dieser Zeit – von 1635 bis 1815 – gehörte der Ort bereits zum sächsischen Amt Dahme. Aus dem Zeitraum bis 1702 ist die Familie von Rodewitz überliefert, anschließend die Familie von Raschkau, die Görsdorf von 1702 bis 1796 hielt. In dieser Zeit ist aus einem Kirchenbuch des Jahres 1745 erstmals eine Mühle überliefert. Sie bestand vermutlich bereits im Mittelalter und diente als Mahl-, Walk-, Schneide- und Ölmühle.

### 19. bis 21. Jahrhundert
Anschließend wechselten die Besitzer mehrfach. 1837 entstand eine Brennerei, 1845 ein Stall sowie 1863 ein Pförtnerhaus. Aus den Jahren 1866/1867 ist ein E. Unverdorben als Besitzer der Wassermühle überliefert; 1876 die Familie Scharlau und von 1880 bis 1889 ein Ferdinand Seyler. 1889 übernahm der Agrarpolitiker Gustav Roesicke das gesamte Gut, 854 ha. Der Mitbegründer des Bundes der Landwirte entwickelte den Ort zu einem landwirtschaftlichen Großbetrieb. Unter seiner Leitung entstand eine Molkerei; zahlreiche neue Kartoffelsorten wurden angebaut. Die Produkte wurden über eine eigens errichtete Gutsbahn über die Bahnstrecke Uckro–Dahme bis nach Berlin geliefert. Roesicke beteiligte sich dabei mit rund 50.000 Mark an den Baukosten. 1899 wurde weiterhin die Chaussee nach Dahme ausgebaut und 1908 bis nach Görsdorf verlängert. Nach seinem Tod 1924 übernahm seine Tochter Paule von Heydebreck die Geschäfte und übergab sie im Jahr 1937 an Karl Bürger aus Wernigerode. Er wurde nach dem Ende des Zweiten Weltkrieges enteignet und die Ackerflächen an Neubauern verteilt. Im Gutshaus sowie in der Mühle wurden zeitweilig Flüchtlinge untergebracht. Im Jahr 1947 begann auf der Grundlage des SMAD-Befehls Nr. 209 der Abriss des Gutshauses. Als es zu dabei zu einem tödlichen Arbeitsunfall kam, wurden die Arbeiten eingestellt. 1949 eröffnete im verbleibenden Gebäude eine Maschinen-Ausleih-Station, die zu einer Maschinen-Traktorenstation (MTS) ausgebaut wurde. Am 1. Juli 1950 wurde die bis dahin eigenständige Gemeinde Liebsdorf, am 1. August 1973 die Gemeinde Liedekahle eingegliedert. Im Verwaltungsgebäude der MTS wurde von 1965 bis 1975 unterrichtet. Anschließend diente das Gebäude bis 1983 als Internat und Ausbildungsstätte des Volksgutes Kemlitz/Langengrassau. 1989 eröffnete auf dem Gelände der MTS ein Kreisbetrieb für Landtechnik. Nach der Wende übernahm ein Bildungsdienstleister das Gebäude und bildete dort Schweißer aus. Bei Abbrucharbeiten im Jahr 2005 wurden Fundamentreste der ehemaligen Loggia freigelegt. Im Jahr 2015 stellte die Werner-Kalka-Stiftung ihre Pläne vor, im ehemaligen Gutshaus eine Künstlerkolonie einzurichten. 2016 fand die erste Ausstellung statt.

## Kultur und Sehenswürdigkeiten

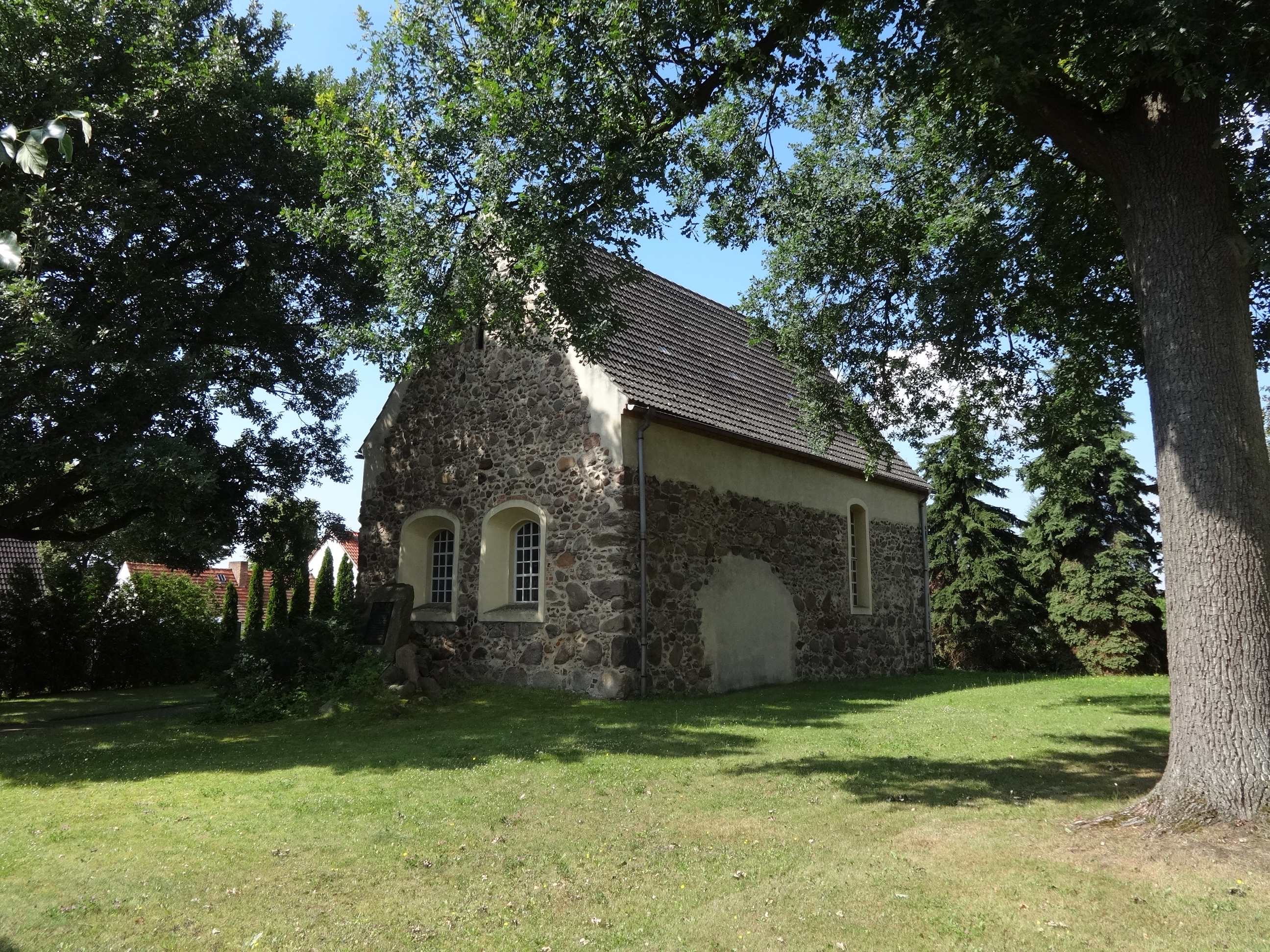
Dorfkirche Görsdorf

- Die Dorfkirche Görsdorf ist eine Feldsteinkirche, die vermutlich im 14. Jahrhundert erbaut und im 18. Jahrhundert barock umgebaut wurde. 1977 wurden der Kirchturm sowie eine Patronatsloge abgerissen. Im Innern befindet sich ein qualitätsvolles Altarretabel aus Sandstein, das gleichzeitig als Epitaph derer von Schlieben dient.
- Die Werner-Kalka-Stiftung betreibt im Ort ein offenes Künstleratelier.
- Ruine des ehemaligen Gutshauses am südöstlichen Ende des Dorfes
- Im Gemeindeteil Liedekahle befindet sich die Dorfkirche Liedekahle.

## Wirtschaft und Infrastruktur

### Wirtschaft
Im Ortsteil wird überwiegend Landwirtschaft betrieben, darunter eine Agrargenossenschaft. Neben einigen Kleingewerbetreibenden werden Übernachtungen für Touristen angeboten.

### Verkehr
Die Landstraße L71 verläuft in West-Ost-Richtung und verbindet Görsdorf mit Dahme/Mark und Drahnsdorf. Über die L712 besteht eine weitere Verbindung, die in den Norden nach Steinreich führt.
Die Regionale Verkehrsgesellschaft Dahme-Spreewald bindet den Ortsteil mit der Linie 467 nach Luckau und Dahme/Mark an sowie über die Linie 470 nach Golßen.

## Weiteres
Die mittelmärkische Mundart des Ortes wurde 1937 im Lautdenkmal reichsdeutscher Mundarten dokumentiert. Die digitalisierte Audioaufnahme mit einer damals 50-jährigen Sprecherin wird u. a. im Archiv des Forschungszentrums Deutscher Sprachatlas vorgehalten.